# Средњошколски центар "Никола Тесла" Козарска Дубица
Средњошколски центар „Никола Тесла” је носилац средњошколског образовања у Козарској Дубици. Налази се у улици Доситејева бб.

## Историјат
Средњошколски центар „Никола Тесла” је основан 1932. године. По плану за 2023—2024. садржи образовне профиле Гимназија – општи смјер са једним одјељењем, Машинство и обрада метала – Аутомеханичар, Бравар-заваривач са једним одјељење и Техничар за ЦНЦ технологије, Електротехника – Аутоелектричар, Здравство – Фармацеутски техничар и Физиотерапеутски техничар, Зубно-стоматолошки техничар са једним одјељењем, Угоститељство и туризам – Конобар и Кувар, Лимар са 0,5 одјељења и Остале дјелатности – Козметички техничар.